# 23S rRNK (adenin2503-C2)-metiltransferaza
23S rRNK (adenin2503-2)-metiltransferaza (EC 2.1.1.192, RlmN, YfgB, Cfr) je enzim sa sistematskim imenom S-adenozil--metionin:23S rRNK (adenin2503-2)-metiltransferaza. Ovaj enzim katalizuje sledeću hemijsku reakciju
2 -adenozil--metionin + adenin2503 u 23S rRNK {\displaystyle \rightleftharpoons } -adenozil-L-homocistein + L-metionin + 5'-dezoksiadenozin + 2-metiladenin2503 u 23S rRNK
Ovaj enzim sadrži [] klaster. On je član familije AdoMet radikala (radikal SAM). S-adenozil--metionin deluje kao generator radikala i kao izvor metil grupa. RlmN je endogeni enzim koji ćelije koriste da rafiniraju funcionisanje ribozoma u proteinskoj sintezi. Enzim metiliše adenozin mehanizmom radikala sa CH2 sa S-adenozil--metionina i zadržavanjem vodonika u C-2 adenozina2503 na 23S rRNK. On takođe metiliše 8-metiladenozin2503 unutar 23S rRNK, cf. EC 2.1.1.224 [23-[S}- rRNK (adenin2503-8)-metiltransferaza].

## Literatura
- Nicholas C. Price; Lewis Stevens (1999). Fundamentals of Enzymology: The Cell and Molecular Biology of Catalytic Proteins (Third изд.). USA: Oxford University Press. ISBN 019850229X.
- Eric J. Toone (2006). Advances in Enzymology and Related Areas of Molecular Biology, Protein Evolution (Volume 75 изд.). Wiley-Interscience. ISBN 0471205036.
- Branden C; Tooze J. Introduction to Protein Structure. New York, NY: Garland Publishing. ISBN 0-8153-2305-0.
- Irwin H. Segel. Enzyme Kinetics: Behavior and Analysis of Rapid Equilibrium and Steady-State Enzyme Systems (Book 44 изд.). Wiley Classics Library. ISBN 0471303097.
- William P. Jencks (1987). Catalysis in Chemistry and Enzymology. Dover Publications. ISBN 0486654605.

## Spoljašnje veze
- 23S+rRNA+(adenine2503-C2)-methyltransferase на 